# Putere optică
Puterea optică este o mărime care caracterizează aparatele optice și reprezintă raportul dintre tangenta unghiului sub care se vede imaginea prin instrumentul optic și dimensiunea transversală a obiectului:
{\displaystyle P={\frac {\tan \alpha _{2}}{y_{1}}}.}
Caracterizează instrumentele care dau imagini virtuale, iar valoarea sa depinde de poziția obiectului.
De obicei, această poziție este astfel aleasă încât imaginea virtuală să se formeze practic la infinit, puterea optică numindu-se în acest caz nominală, {\displaystyle P_{n}.}
Unitatea de măsură este dioptria.